# Sampaguita (cantante)
Tessy Alfonso, conocida musicalmente como Sampaguita, es una cantante y compositora filipina de música rock, una de las divas e intérpretes más reconocidas dentro de la industria del Pinoy rock. Su carrera musical empezó a partir de la década de los 70, antes de dedicarse a la música Sampaguita empezó a trabajar como modelo para una empresa privada de diseño para ropa llamada "Bagong Anyo", perteneciente aquella época a laex primera dama Imelda Marcos, que fue esposa del expresidente de Filipinas Fidel V. Ramos. Al comenzar su carrera como cantante profesional, uno de sus percusionistas llamado Nick Boogie, es quien le pone su nombre artístico como "sampaguita'", en honor a la flor nacional de símbolo patrio de Filipinas.  Su primer concierto en vivo lo realizó en el "New Moon" en 1977, que actualmente constituye un teatro de arte popular en Pasay, Metro Manila. 

## Discografía

### Álbumes
Sampaguita (1978)
Vol. 2 (1980) 
Beatwave (1984) 
Sa Ngayon (1991)

### Canciones
1. Babalik Sa Iyo
2. Beat Wave
3. Blind Date
4. Bonggahan
5. CB Gypsy
6. Chance to Change
7. Children No Longer Young
8. Crazy Tonite
9. Easy Pare
10. Estudyante Blues
11. Go Find Another One
12. Hanggang Saan
13. I'm Behind You
14. I'm Sorry
15. Kumadre
16. Laguna

### Música
1. Salamat
2. Tao

### Letras
1. Salamat
2. Tao
3. Babalik Sa Iyo
4. CB Gypsy
5. I'm Behind You